# Chance Ward
Pour les articles homonymes, voir Ward.
Chance Ward est un réalisateur et acteur américain né à Dayton (Ohio) le 16 septembre 1877 et décédé à Los Angeles en Californie, le 2 septembre 1949.

## Filmographie

### Acteur

#### Cinéma
- 1916 : Medicine Bend : George McCloud
- 1916 : Whispering Smith : G. McCloud (superintendent)
- 1919 : L'Enlèvement de Miss Maud (The Island of Intrigue) de Henry Otto : Mr. Gobel
- 1920 : The Devil's Riddle : Theatrical manager
- 1920 : The Star Rover : Tubbs
- 1921 : Sept Ans de malheur de Max Linder : The Railroad Conductor
- 1927 : Frères ennemis de Richard Rosson : Coach
- 1930 : The Bat Whispers de Roland West : Police Lieutenant

#### Courts-métrages
- 1913 : Through Barriers of Fire
- 1914 : A Peach at the Beach
- 1914 : Chasing the Smugglers
- 1914 : Ham the Lineman
- 1914 : Sherlock Bonehead
- 1914 : The Award of Justice
- 1914 : The Convict's Story
- 1914 : The Detective's Sister
- 1914 : The Fringe on the Glove
- 1914 : The Secret Formula
- 1915 : Cooky's Adventure
- 1916 : The First Quarrel

### Réalisateur

#### Courts-métrages
- 1915 : A Bold, Bad Burglar
- 1915 : A Boob for Luck
- 1915 : A Flashlight Flivver
- 1915 : A Melodious Mix-Up
- 1915 : Cooky's Adventure
- 1915 : Ham at the Fair
- 1915 : Ham at the Garbage Gentleman's Ball
- 1915 : Ham in High Society
- 1915 : Ham in a Harem
- 1915 : Ham in the Nut Factory
- 1915 : Ham the Detective
- 1915 : Ham's Easy Eats
- 1915 : Ham's Harrowing Duel
- 1915 : Lotta Coin's Gold
- 1915 : Raskey's Road Show
- 1915 : Rushing the Lunch Counter
- 1915 : The 'Pollywogs' Picnic
- 1915 : The Cause of It All
- 1915 : The Hicksville Tragedy Troupe
- 1915 : The Hypnotic Monkey
- 1915 : The Insurance Nightmare
- 1915 : The Liberty Party
- 1915 : The Merry Moving Men
- 1915 : The Phoney Cannibal
- 1915 : The Spook Raisers
- 1915 : The Waitress and the Boobs